# Вєрнов Сергій Миколайович
Сергій Миколайович Вєрнов (28 червня (11 липня) 1910, Сестрорєцьк — 26 вересня 1982, Москва) — російський і радянський фізик, академік АН СРСР (1968), фахівець в галузі фізики космічних променів. Один з учасників відкриття зовнішнього радіаційного поясу Землі. Герой Соціалістичної Праці, лауреат Сталінської і Ленінської премій.

## Біографія
Кандидат фізико-математичних наук (1935). Тема кандидатської дисертації: «Вивчення космічних променів у стратосфері за допомогою радіозондів». Працює у Фізичному інституті АН СРСР (ФІАН). Доктор фізико-математичних наук (1939). Тема докторської дисертації: «Широтний ефект космічних променів у стратосфері і перевірка каскадної теорії».
Після захисту докторської дисертації продовжує працювати у ФІАНі. В 1943 році переходить у Московський державний університет (МДУ), на фізичний факультет. Спершу працює професором кафедри атомного ядра і радіоактивних випромінювань, потім завідувачем кафедри космічних променів. Після утворення в 1946 році Науково-дослідного інституту ядерної фізики (НДІЯФ МДУ) стає заступником директора інституту (директор — Д. В. Скобєльцин). З 1960 року і до останніх днів свого життя С. Н. Вєрнов — директор НДІЯФ МДУ.
Член-кореспондент АН СРСР за Відділенням фізико-математичних наук (фізика, 23 жовтня 1953 року). Академік АН СРСР за Відділенням ядерної фізики (фізика високих енергій, 26 листопада 1968 року).
Сергій Миколайович Вєрнов помер 26 вересня 1982 року. Похований на Новодівочому кладовищі у Москві.

## Наукова діяльність
З 1935 року, під час роботи в докторантурі, проводить висотні дослідження космічних променів за допомогою запуску радіозондів на різних геомагнітних широтах, використовуючи магнітне поле Землі як спектрометр. У цих дослідженнях був вперше отриманий спектр основної частини космічних променів.
З 1945 року проводить широкий фронт стратосферних досліджень космічних променів, для чого створив спеціальну стратосферну станцію в ФІАН і спеціальну групу в МДУ. Результати проведених експериментів привели до важливих висновків про характеристики взаємодії протонів з речовиною.
Наприкінці 50-х років керує створенням в МДУ унікальної установки для дослідження космічних променів надвисоких енергій (у діапазоні {\displaystyle 10^{14}-10^{17}} еВ). За допомогою даної установки було одержано енергетичний спектр космічних променів у зазначеному діапазоні.
Керував експериментами з дослідження космічних променів на перших штучних супутниках Землі і автоматичних міжпланетних станціях. Одним з результатів цих експериментів стало найбільше відкриття — виявлення зовнішнього радіаційного поясу Землі, яке внесено до Державного реєстру наукових відкриттів СРСР під № 23 з пріоритетом від липня 1958 р..
До 1936 року жив за адресою: Сестрорєцьк, селище Розлив, вулиця Нова слобода, будинок 9. Його батько був поштовим службовцем, мати викладала математику.

## Нагороди та премії
- Герой Соціалістичної Праці (10.07.1980)
- 3 ордени Леніна (15.09.1961; 09.07.1970; 10.07.1980)
- орден Жовтневої Революції (17.09.1975)
- 2 ордени Трудового Червоного Прапора (10.06.1945; 21.12.1957)
- орден «Знак Пошани» (16.10.1951)
- медалі
- Ленінська премія (1960) — за відкриття і дослідження зовнішнього радіаційного поясу Землі і дослідження магнітного поля Землі і Місяця
- Сталінська премія першого ступеня (1949) — за експериментальні дослідження космічних променів у верхніх шарах атмосфери, викладені в статтях: «Дослідження за допомогою годоскопа злив частинок, утворених у свинці космічними променями в стратосфері», «Вивчення злив космічних променів, що супроводжують частинки, що проникають», «Вимірювання поштовхів, створюваних космічними променями в стратосфері, за допомогою іонізаційної камери», «Кутовий розподіл космічних променів у стратосфері», «Дослідження м'якої і жорсткої компонент космічних променів у стратосфері» (1948)

## Пам'ять
У 2001 році, в Дубні Московської області, незадовго до свята міста, якому виповнювалося 45 років, вулицю Савеловську, за якою закінчувався район Чорної річки і починалися підступи до Великої Волги, було перейменовано на вулицю Вєрнова. Пам'ять про нього в Дубні пов'язана з тим, що академік Вєрнов брав участь у спільних дослідженнях ОІЯД — НДІЯФ МДУ з фізики високих енергій. Разом з Д. І. Блохінцевим і В. Й. Векслером був творцем у Дубні філії НДІЯФ МДУ (1960), формував основи освітньої програми ОІЯД. 12 липня 2010 року на честь 100-річчя академіка рішенням муніципальної Ради міста Сестрорєцька одну з вулиць у новому районі с. Тархівка названо вулицею академіка Вєрнова.
3 грудня 2014 року на засіданні Ради РАН з космосу прийнято рішення про присвоєння імені видатного радянського вченого С. М. Вєрнова супутнику «МКА-ФКІ (ПН2)». Тепер він називається «Вєрнов». Супутник виведено на орбіту Землі 8 липня 2014 року з космодрому Байконур. За допомогою встановленого на супутник комплексу наукової апаратури «РЕЛЕК» (Релятивістські ЕЛЕКтрони) проводяться дослідження механізмів висипань і прискорення магнітосферних релятивістських електронів, їх впливу на верхню атмосферу і іоносферу Землі, дослідження атмосферних транзієнтних явищ у всіх діапазонах електромагнітного спектра і пошук можливого зв'язку висипань електронів високих енергій і висотних електричних розрядів, які, ймовірно, є причиною атмосферних транзієнтних явищ.